# Corydoras axelrodi
Corydoras axelrodi är en fiskart som beskrevs av Rössel 1962. Corydoras axelrodi ingår i släktet Corydoras och familjen Callichthyidae. Inga underarter finns listade i Catalogue of Life.